# Oscar des meilleurs décors
L'Oscar des meilleurs décors (Academy Award for Best Production Design) est une récompense cinématographique américaine décernée chaque année, depuis 1929 par l'Academy of Motion Picture Arts and Sciences (AMPAS), laquelle décerne également tous les autres Oscars.

## Introduction
Ce prix récompense le meilleur directeur artistique (art director), responsable de l’aspect visuel, esthétique et artistique d’un film. Il supervise entre autres à ce titre le travail des décorateurs, costumiers et accessoiristes. Depuis 1942, le chef décorateur (set decorator) – est également associé à cette récompense, tout d’abord au titre de la décoration d’intérieur (interior decoration) puis à partir de 1948 de la décoration de plateau (set decoration).
Les responsabilités du directeur artistique et son champ d’action s’étant accrus avec le temps, le terme de production designer lui a peu à peu été substitué. Cette appellation aurait été utilisée pour la première fois en 1939 par David O. Selznick pour distinguer le travail sans précédent de William Cameron Menzies sur Autant en emporte le vent. Si l’intitulé de l’Oscar n’a pas été modifié pour tenir compte de cette évolution, un directeur artistique ne peut en revanche aujourd’hui être nommé dans la catégorie que si le film ne possède pas de production designer.
De 1941 à 1957 et de 1960 à 1967, la catégorie a été divisée en Meilleure direction artistique pour un film en noir et blanc et Meilleure direction artistique pour un film en couleurs. La catégorie était appelée Oscar de la meilleure direction artistique (Academy Award for Best Art Direction) jusqu'en 2012 pour s'accorder avec le renommage du groupe des décorateurs de l'AMPAS, passé de « Art Directors Branch » à « Designers Branch ».
Le record des Oscars de la Meilleure direction artistique revient aux films réalisés par Tim Burton avec Batman, Sleepy Hollow, Sweeney Todd et Alice au pays des merveilles.

## Palmarès
Note : L’année indiquée est celle de la cérémonie, récompensant les films sortis au cours de l’année précédente. Les lauréats sont indiqués en tête de chaque catégorie et en caractères gras.

### Années 1920-1930
- 1929 : The Dove et Tempête (Tempest) – William Cameron Menzies
  - L’Heure suprême (Seventh Heaven) – Harry Oliver
  - L’Aurore (Sunrise) – Rochus Gliese
- 1930 (avril) : Le Pont du roi Saint-Louis (The Bridge of San Luis Rey) – Cedric Gibbons
  - Dynamite – Mitchell Leisen
  - Alibi – William Cameron Menzies
  - The Awakening – William Cameron Menzies
  - Le Patriote (The Patriot) – Hans Dreier
  - L’Ange de la rue (Street Angel) – Harry Oliver
- 1930 (novembre) : La Féerie du jazz (King of Jazz) – Herman Rosse
  - Bulldog Drummond – William Cameron Menzies
  - Parade d’amour (The Love Parade) – Hans Dreier
  - Sally – Jack Okey
  - Le Vagabond roi (The Vagabond King) – Hans Dreier
- 1931 : La Ruée vers l’Ouest (Cimarron) – Max Ree
  - L'Amour en l'an 2000 (Just Imagine) – Stephen Goosson et Ralph Hammeras
  - Cœurs brûlés (Morocco) – Hans Dreier
  - Svengali – Anton Grot
  - Whoopee – Richard Day
- 1932 : Transatlantique (Transatlantic) – Gordon Wiles
  - À nous la liberté – Lazare Meerson
  - Arrowsmith – Richard Day
- 1934 : Cavalcade – William S. Darling
  - L’Adieu aux armes (A Farewell to Arms) – Hans Dreier et Roland Anderson
  - Mais une femme troubla la fête (When Ladies Meet) – Cedric Gibbons
- 1935 : La Veuve joyeuse (The Merry Widow) – Cedric Gibbons et Frederic Hope
  - La Joyeuse Divorcée (The Gay Divorcee) – Van Nest Polglase et Carroll Clark
  - Les Amours de Cellini (The Affairs of Cellini) – Richard Day
- 1936 : L’Ange des ténèbres (The Dark Angel) – Richard Day
  - Les Trois Lanciers du Bengale (The Lives of a Bengal Lancer) – Hans Dreier et Roland Anderson
  - Le Danseur du dessus (Top Hat) – Carroll Clark et Van Nest Polglase
- 1937 : Dodsworth – Richard Day
  - Anthony Adverse – Anton Grot
  - Le Grand Ziegfeld (The Great Ziegfeld) – Cedric Gibbons, Eddie Imazu et Edwin B. Willis
  - Le Pacte (Lloyd’s of London) – William S. Darling
  - La Brute magnifique (The Magnificent Brute) – Albert S. D'Agostino et Jack Otterson
  - Roméo et Juliette (Romeo and Juliet) – Cedric Gibbons, Frederic Hope et Edwin B. Willis
  - Sous les ponts de New York (Winterset) – Perry Ferguson
- 1938 : Les Horizons perdus (Lost Horizon) – Stephen Goosson
  - Marie Walewska (Conquest) – Cedric Gibbons et William Horning
  - Une demoiselle en détresse (A Damsel in Distress) – Carroll Clark
  - Rue sans issue (Dead End) – Richard Day
  - Fifi peau de pêche (Every Day’s a Holiday) – Wiard Ihnen
  - La Vie d’Émile Zola (The Life of Emile Zola) – Anton Grot
  - Manhattan Merry-Go-Round – John Victor MacKay
  - Le Prisonnier de Zenda (The Prisoner of Zenda) – Lyle Wheeler
  - Âmes à la mer (Souls at Sea) – Hans Dreier et Roland Anderson
  - Vogues 1938 (Vogues of 1938) – Alexander Toluboff
  - La Mascotte du régiment (Wee Willie Winkie) – William S. Darling et David S. Hall
  - You’re a Sweetheart – Jack Otterson
- 1939 : Les Aventures de Robin des Bois (The Adventures of Robin Hood) – Carl Jules Weyl
  - Les Aventures de Tom Sawyer (The Adventures of Tom Sawyer) – Lyle Wheeler
  - La Folle Parade (Alexander’s Ragtime Band) – Bernard Herzbrun et Boris Leven
  - Casbah (Algiers) – Alexander Toluboff
  - Amanda (Carefree) – Van Nest Polglase
  - Hollywood en folie (The Goldwyn Follies) – Richard Day
  - Vacances (Holiday) – Stephen Goosson et Lionel Banks
  - Le Roi des gueux (If I Were King) – Hans Dreier, John Goodman
  - Délicieuse (Mad About Music) – Jack Otterson
  - Marie Antoinette – Cedric Gibbons
  - Madame et son clochard (Merrily We Live) – Charles D. Hall

### Années 1940
- 1940 : Autant en emporte le vent (Gone with the Wind) – Lyle Wheeler
  - Beau Geste – Hans Dreier et Robert Odell
  - Capitaine Furie (Captain Fury) – Charles D. Hall
  - First Love – Jack Otterson et Martin Obzina
  - Elle et lui (Love Affair) – Van Nest Polglase et Al Herman
  - Man of Conquest – John Victor Mackay
  - Monsieur Smith au Sénat (Mr. Smith Goes to Washington) – Lionel Banks
  - La Vie privée d’Élisabeth d’Angleterre (The Private Lives of Elizabeth and Essex) – Anton Grot
  - La Mousson (The Rains Came) – William S. Darling et George Dudley
  - La Chevauchée fantastique (Stagecoach) – Samuel Borchovski Jr.
  - Le Magicien d’Oz (The Wizard of Oz) – Cedric Gibbons et William A. Horning
  - Les Hauts de Hurlevent (Wuthering Heights) – James Basevi
- 1941 :
  - Noir et blanc : Orgueil et Préjugés (Pride and Prejudice) – Cedric Gibbons et Paul Groesse
    - Arise, My Love – Hans Dreier et Robert Usher
    - Arizona – Lionel Banks et Robert Peterson
    - The Boys from Syracuse – John Otterson
    - L’Escadron noir (Dark Command) – John Victor Mackay
    - Correspondant 17 (Foreign Correspondent) – Alexander Golitzen
    - Lillian Russell – Richard Day et Joseph C. Wright
    - Mon épouse favorite (My Favorite Wife) – Van Nest Polglase et Mark-Lee Kirk
    - My Son, My Son ! – John DuCasse Schulze
    - Une petite ville sans histoire (Our Town) – Lewis J. Rachmil
    - Rebecca – Lyle Wheeler
    - L’Aigle des mers (The Sea Hawk) – Anton Grot
    - Le Cavalier du désert (The Westerner) – James Basevi

  - Couleur : pour Le Voleur de Bagdad (The Thief of Bagdad) – Vincent Korda 
    - Chante mon amour (Bitter Sweet) – Cedric Gibbons et John S. Detlie
    - Sous le ciel d’Argentine (Down Argentine Way) – Richard Day et Joseph C. Wright
    - Les Tuniques écarlates (Northwest Mounted Police) – Hans Dreier et Roland Anderson
- 1942 :
  - Noir et blanc[5] : Qu’elle était verte ma vallée (How Green Was My Valley) - Direction artistique : Richard Day, Nathan Juran - Décors intérieurs : Thomas Little
    - Citizen Kane - Direction artistique : Perry Ferguson, Van Nest Polglase - Décors intérieurs : A. Roland Fields et Darrell Silvera
    - La Belle Ensorceleuse (The Flame of New Orleans) - Direction artistique : Martin Obzina (en), Jack Otterson (en) - Décors intérieurs : Russell A. Gausman
    - Par la porte d’or (Hold Back the Dawn) - Direction artistique : Hans Dreier, Robert Usher - Décors intérieurs : Samuel M. Comer
    - Ladies in Retirement - Direction artistique : Lionel Banks - Décors intérieurs : George Montgomery
    - La Vipère (The Little Foxes) - Direction artistique : Stephen Goosson - Décors intérieurs : Howard Bristol (en)
    - Sergent York - Direction artistique : John Hughes (en) - Décors intérieurs : Fred M. MacLean
    - Le Fils de Monte-Cristo (Son of Monte Cristo) - Direction artistique : John DuCasse Schulze (en) - Décors intérieurs : Edward G. Boyle
    - Crépuscule (Sundown) - Direction artistique : Alexander Golitzen - Décors intérieurs : Richard Irvine
    - Lady Hamilton (That Hamilton Woman) - Direction artistique : Vincent Korda - Décors intérieurs : Julia Heron
    - Duel de femmes (When Ladies Meet) - Direction artistique : Cedric Gibbons, Randall Duell - Décors intérieurs : Edwin B. Willis

  - Couleur : Les Oubliés (Blossoms In the Dust) - Direction artistique : Cedric Gibbons, Urie McCleary - Décors intérieurs : Edwin B. Willis
    - Arènes sanglantes (Blood and Sand) – Direction artistique : Richard Day, Joseph C. Wright - Décors intérieurs : Thomas Little
    - Louisiana Purchase - Direction artistique : Raoul Pène Du Bois - Décors intérieurs : Stephen A. Seymour (en)
- 1943 :
  - Noir et blanc : Âmes rebelles (This Above All) – Richard Day, Joseph Wright et Thomas Little
    - La Maison de mes rêves (George Washington Slept Here) – Max Parker, Mark-Lee Kirk et Casey Roberts
    - La Splendeur des Amberson (The Magnificent Ambersons) – Albert S. D'Agostino, Al Fields et Darrell Silvera
    - Vainqueur du destin (The Pride of The Yankees) – Perry Ferguson et Howard Bristol
    - Prisonniers du passé (Random Harvest) – Cedric Gibbons, Randall Duell, Edwin B. Willis et Jack Moore
    - Shanghai Gesture (The Shanghai Gesture) – Boris Leven
    - La Reine de l’argent (Silver Queen) – Ralph Berger et Emile Kuri
    - Les Écumeurs (The Spoilers) – John B. Goodman, Jack Otterson, Russell A. Gausman et Edward R. Robinson
    - Mon secrétaire travaille la nuit (Take a Letter, Darling) – Hans Dreier, Roland Anderson et Samuel M. Comer
    - La Justice des hommes (The Talk of the Town) – Lionel Banks, Rudolph Sternad et Fay Babcock

  - Couleur : Mon amie Sally (My Gal Sal) – Richard Day, Joseph Wright et Thomas Little
    - Les Mille et Une Nuits (Arabian Nights) – Alexander Golitzen, Jack Otterson, Russell A. Gausman et Ira S. Webb
    - Les Chevaliers du ciel (Captains of the Clouds) – Ted Smith et Casey Roberts
    - Le Livre de la jungle (Jungle Book) – Vincent Korda et Julia Heron
    - Les Naufrageurs des mers du Sud (Reap the Wild Wind) – Hans Dreier, Roland Anderson et George Sawley
- 1944 :
  - Noir et blanc : Le Chant de Bernadette (The Song of Bernadette) – James Basevi, William S. Darling et Thomas Little
    - Les Cinq Secrets du désert (Five Graves to Cairo) – Hans Dreier, Ernst Fegte et Bertram Granger
    - Perdue sous les tropiques (Flight for Freedom) – Albert S. D'Agostino, Carroll Clark, Darrell Silvera et Harley Miller
    - Madame Curie – Cedric Gibbons, Paul Groesse, Edwin B. Willis et Hugh Hunt
    - Mission à Moscou (Mission to Moscow) – Carl Jules Weyl et George James Hopkins
    - L’Étoile du Nord (The North Star) – Perry Ferguson et Howard Bristol

  - Couleur : Le Fantôme de l’Opéra (Phantom of the Opera) – Alexander Golitzen, John B. Goodman, Russell A. Gausman et Ira S. Webb
    - Pour qui sonne le glas (For Whom the Bell Tolls) – Hans Dreier, Haldane Douglas et Bertram Granger
    - Banana Split (The Gang’s All Here) – James Basevi, Joseph C. Wright et Thomas Little
    - This Is the Army – John Hughes, John Koenig et George James Hopkins
    - Parade aux étoiles (Thousands Cheer) – Cedric Gibbons, Daniel Cathcart, Edwin B. Willis et Jacques Mersereau
- 1945 :
  - Noir et blanc : Hantise (Gaslight) – Cedric Gibbons, William Ferrari, Paul Huldschinsky et Edwin B. Willis
    - Address Unknown – Lionel Banks, Walter Holscher (en) et Joseph Kish
    - Les Aventures de Mark Twain (The Adventures of Mark Twain) – John J. Hughes et Fred MacLean
    - Casanova le petit (Casanova Brown) – Perry Ferguson et Julia Heron
    - Laura – Lyle Wheeler, Leland Fuller et Thomas Little
    - La Dangereuse Aventure (No Time for Love) – Hans Dreier, Robert Usher et Samuel M. Comer
    - Depuis ton départ (Since you went away) – Mark-Lee Kirk et Victor A. Gangelin
    - Step Lively – Albert S. D'Agostino, Carroll Clark, Darrell Silvera et Claude Carpenter

  - Couleur : Le Président Wilson – Wiard Ihnen et Thomas Little
    - La Passion du docteur Hohner (The Climax) – John B. Goodman, Alexander Golitzen, Russell A. Gausman et Ira S. Webb
    - La Reine de Broadway (Cover Girl) – Lionel Banks, Cary Odell et Fay Babcock
    - Le Chant du désert (The Desert Song) – Charles Novi et Jack McConaghy
    - Kismet – Cedric Gibbons, Daniel B. Cathcart, Edwin B. Willis et Richard Pefferle
    - Les Nuits ensorcelées (Lady in the Dark) – Hans Dreier, Raoul Pène Du Bois et Ray Moyer
    - La Princesse et le Pirate (The Princess and the Pirate) – Ernst Fegte et Howard Bristol
- 1946 :
  - Noir et blanc : Du sang dans le soleil (Blood on the Sun) – Wiard Ihnen et A. Roland Fields
    - Angoisse (Experiment Perilous) – Albert S. D'Agostino, Jack Okey, Darrell Silvera et Claude Carpenter
    - Les Clés du royaume (The Keys of the Kingdom) – James Basevi, William S. Darling, Thomas Little et Frank E. Hughes
    - Le Poids d’un mensonge (Love Letters) – Hans Dreier, Roland Anderson, Samuel M. Comer et Ray Moyer
    - Le Portrait de Dorian Gray (The Picture of Dorian Gray) – Cedric Gibbons, Hans Peters, Edwin B. Willis, John Bonar et Hugh Hunt

  - Couleur : L’aventure vient de la mer (Frenchman’s Creek) – Hans Dreier, Ernst Fegte et Samuel M. Comer
    - Péché mortel (Leave Her to Heaven) – Lyle Wheeler, Maurice Ransford et Thomas Little
    - Le Grand National (National Velvet) – Cedric Gibbons, Urie McCleary, Edwin B. Willis et Mildred Griffiths
    - San Antonio – Ted Smith et Jack McConaghy
    - Aladin et la lampe merveilleuse (A Thousand and One Nights) – Stephen Goosson, Rudolph Sternad et Frank Tuttle
- 1947 :
  - Noir et blanc : Anna et le Roi de Siam (Anna and the King of Siam) – William S. Darling, Lyle Wheeler, Thomas Little et Frank E. Hughes
    - La Duchesse des bas-fonds (Kitty) – Hans Dreier, Walter Tyler, Samuel M. Comer et Ray Moyer
    - Le Fil du rasoir (The Razor’s Edge) – Richard Day, Nathan Juran, Thomas Little et Paul S. Fox

  - Couleur : Jody et le Faon (The Yearling) – Cedric Gibbons, Paul Groesse et Edwin B. Willis
    - César et Cléopâtre (Ceasar and Cleopatra) – John Bryan
    - Henry V (The Chronicle History of King Henry the Fift with His Battell Fought at Agincourt in France) – Paul Sheriff et Carmen Dillon
- 1948 :
  - Noir et blanc : Les Grandes Espérances (Great Expectations) – John Bryan et Wilfred Shingleton
    - La Fière Créole (The Foxes of Harrow) – Lyle Wheeler, Maurice Ransford, Thomas Little et Paul S. Fox

  - Couleur : Le Narcisse noir (The Black Narcissus) – Alfred Junge
    - Mon père et nous (Life with Father) – Robert M. Haas et George James Hopkins
- 1949 :
  - Noir et blanc : Hamlet – Roger K. Furse et Carmen Dillon
    - Johnny Belinda – Robert M. Haas et William O. Wallace

  - Couleur : Les Chaussons rouges (The Red Shoes) – Hein Heckroth et Arthur Lawson
    - Jeanne d’Arc (Joan of Arc) – Richard Day, Edwin Casey Roberts et Joseph Kish

### Années 1950
- 1950 :
  - Noir et blanc : L’Héritière (The Heiress) – Harry Horner, John Meehan et Emile Kuri
    - Les Sœurs casse-cou (Come to the Stable) – Lyle Wheeler, Joseph C. Wright, Thomas Little et Paul S. Fox
    - Madame Bovary – Cedric Gibbons, Jack Martin Smith, Edwin B. Willis et Richard A. Pefferle

  - Couleur : Les Quatre Filles du docteur March (Little Women) – Cedric Gibbons, Paul Groesse, Edwin B. Willis et Jack D. Moore
    - Les Aventures de Don Juan (Adventures of Don Juan) – Edward Carrere et Lyle Reifsnider
    - Sarabande (Saraband for Dead Lovers) – Jim Morahan, William Kellner et Michael Relph
- 1951 :
  - Noir et blanc : Boulevard du crépuscule (Sunset Boulevard) – Hans Dreier, John Meehan, Samuel M. Comer et Ray Moyer
    - Ève (All About Eve) – Lyle Wheeler, George Davis, Thomas Little et Walter M. Scott
    - Le Danube rouge (The Red Danube) – Cedric Gibbons, Hans Peters, Edwin B. Willis et Hugh Hunt

  - Couleur : Samson et Dalila (Samson and Delilah) – Hans Dreier, Walter Tyler, Samuel M. Comer et Ray Moyer
    - Annie, la reine du cirque (Annie Get Your Gun) – Cedric Gibbons, Paul Groesse, Edwin B. Willis et Richard A. Pefferle
    - Destination… Lune ! (Destination Moon) – Ernst Fegte et George Sawley
- 1952 :
  - Noir et blanc : Un tramway nommé Désir (A Streetcar Named Desir) – Richard Day et George James Hopkins
    - 14 Heures (Fourteen Hours) – Lyle Wheeler, Leland Fuller, Thomas Little et Fred J. Rode
    - La Maison sur la colline (House on Telegraph Hill) – Lyle Wheeler, John DeCuir, Thomas Little et Paul S. Fox
    - La Ronde – Jean d'Eaubonne
    - Too Young to Kiss – Cedric Gibbons, Paul Groesse, Edwin B. Willis et Jack D. Moore

  - Couleur : Un Américain à Paris (An American in Paris) – Cedric Gibbons, E. Preston Ames, Edwin B. Willis et Keogh Gleason
    - David et Bethsabée (David and Bathsheba) – Lyle Wheeler, George Davis, Thomas Little et Paul S. Fox
    - Sur la Riviera (On the Riviera) – Lyle Wheeler, Leland Fuller, Joseph C. Wright, Thomas Little et Walter M. Scott
    - Quo Vadis – William A. Horning, Cedric Gibbons, Edward C. Carfagno et Hugh Hunt
    - Les Contes d’Hoffmann (The Tales of Hoffmann) – Hein Heckroth
- 1953 :
  - Noir et blanc : Les Ensorcelés (The Bad and the Beautiful) – Cedric Gibbons, Edward C. Carfagno, Edwin B. Willis et Keogh Gleason
    - Un amour désespéré (Carrie) – Emile Kuri
    - Ma cousine Rachel (My cousin Rachel) – Lyle Wheeler, John DeCuir et Walter M. Scott
    - Rashōmon (羅生門) – Takashi Matsuyama
    - Viva Zapata ! (Viva Zapata!) – Lyle Wheeler, Leland Fuller, Thomas Little et Claude Carpenter

  - Couleur : Moulin Rouge – Paul Sheriff et Marcel Vertès
    - Hans Christian Andersen et la Danseuse (Hans Christian Andersen) – Richard Day, Antoni Clavé et Howard Bristol
    - La Veuve joyeuse (The Merry Widow) – Cedric Gibbons, Paul Groesse, Edwin B. Willis et Arthur Krams
    - L’Homme tranquille (The Quiet Man) – Frank Hotaling, John McCarthy, Jr. et Charles S. Thompson
    - Les Neiges du Kilimandjaro (The Snows of Kilimanjaro) – Lyle Wheeler, John DeCuir, Thomas Little et Paul S. Fox
- 1954 :
  - Noir et blanc : Jules César (Julius Caesar) – Cedric Gibbons, Edward C. Carfagno, Edwin B. Willis et Hugh Hunt
    - Martin Luther – Fritz Maurischat et Paul Markwitz
    - Le Général invincible (The President’s Lady) – Lyle Wheeler, Leland Fuller et Paul S. Fox
    - Vacances romaines (Roman Holiday) – Hal Pereira et Walter Tyler
    - Titanic – Lyle Wheeler, Maurice Ransford et Stuart Reiss

  - Couleur : La Tunique (The Robe) – Lyle Wheeler, George Davis (directeur artistique), Walter M. Scott et Paul S. Fox
    - Les Chevaliers de la Table ronde (Knights of the Round Table) – Alfred Junge, Hans Peters et John Jarvis
    - Lili – Cedric Gibbons, Paul Groesse, Edwin B. Willis et Arthur Krams
    - Histoire de trois amours (The Story of Three Loves) – Cedric Gibbons, E. Preston Ames, Edward C. Carfagno, Gabriel Scognamillo, Edwin B. Willis, Keogh Gleason, Arthur Krams et Jack D. Moore
    - La Reine vierge (Young Bess) – Cedric Gibbons, Urie McCleary, Edwin B. Willis et Jack D. Moore
- 1955 :
  - Noir et blanc : Sur les quais (On the Waterfront) – Richard Day
    - Une fille de la province (The Country Girl) – Hal Pereira, Roland Anderson, Samuel M. Comer et Grace Gregory
    - La Tour des ambitieux (Executive Suite) – Cedric Gibbons, Edward C. Carfagno, Edwin B. Willis et Emile Kuri
    - Le Plaisir – Max Ophüls
    - Sabrina – Hal Pereira, Walter Tyler, Samuel M. Comer et Ray Moyer

  - Couleur : Vingt Mille Lieues sous les mers (20,000 Leagues Under the Sea) – John Meehan et Emile Kuri
    - Brigadoon – Cedric Gibbons, E. Preston Ames, Edwin B. Willis et Keogh Gleason
    - Désirée – Lyle Wheeler, Leland Fuller, Walter M. Scott et Paul S. Fox
    - Jarretières rouges (Red Garters) – Hal Pereira, Roland Anderson, Samuel M. Comer et Ray Moyer
    - Une étoile est née (A Star Is Born) – Malcolm Bert, Gene Allen, Irene Sharaff et George James Hopkins
- 1956 :
  - Noir et blanc : La Rose tatouée (The Rose Tattoo) – Hal Pereira, Tambi Larsen, Samuel M. Comer et Arthur Krams
    - Graine de violence (Blackboard Jungle) – Cedric Gibbons, Randall Duell, Edwin B. Willis et Henry Grace
    - Une femme en enfer (I’ll Cry Tomorrow) – Cedric Gibbons, Malcolm Brown, Edwin B. Willis et Hugh B. Hunt
    - L’Homme au bras d’or (The Man With the Golden Arm) – Joseph C. Wright et Darrell Silvera
    - Marty – Ted Haworth, Walter Simonds et Robert Priestley

  - Couleur : Picnic – William Flannery, Jo Mielziner et Robert Priestley
    - Papa longues jambes (Daddy Long Legs) – Lyle Wheeler, John DeCuir, Walter M. Scott et Paul S. Fox
    - Blanches colombes et vilains messieurs (Guys and Dolls) – Oliver Smith, Joseph C. Wright et Howard Bristol
    - La Colline de l’adieu (Love Is a Many-Splendored Thing) – Lyle Wheeler, George Davis (directeur artistique), Walter M. Scott et Jack Stubbs
    - La Main au collet (To Catch a Thief) – Hal Pereira, Joseph McMillan Johnson, Samuel M. Comer et Arthur Krams
- 1957 :
  - Noir et blanc : Marqué par la haine (Somebody Up There Likes Me) – Cedric Gibbons, Malcolm F. Brown, Edwin B. Willis et F. Keogh Gleason
    - Les Sept Samouraïs (七人の侍) – Takashi Matsuyama
    - Un magnifique salaud (The Proud and Profane) – Hal Pereira, A. Earl Hedrick, Samuel M. Comer et Frank R. McKelvy
    - Une Cadillac en or massif (The Solid Gold Cadillac) – Ross Bellah, William Kiernan et Louis Diage
    - L'Enfant du divorce (Teenage Rebel) – Lyle Wheeler, Jack Martin Smith, Walter M. Scott et Stuart A. Reiss

  - Couleur : Le Roi et moi (The King and I) – Lyle Wheeler, John DeCuir, Walter M. Scott et Paul S. Fox
    - Le Tour du monde en quatre-vingts jours (Around the World in Eighty Days) – James W. Sullivan, Ken Adam et Ross J. Dowd
    - Géant (Giant) – Boris Leven et Ralph S. Hurst
    - La Vie passionnée de Vincent van Gogh (Lust for Life) – Cedric Gibbons, Hans Peters, E. Preston Ames, Edwin B. Willis et F. Keogh Gleason
    - Les Dix Commandements (The Ten Commandments) – Hal Pereira, Walter H. Tyler, Albert Nozaki, Samuel M. Comer et Ray Moyer
- 1958 : Sayonara – Ted Haworth et Robert Priestley
  - Drôle de frimousse (Funny Face) – Hal Pereira, George Davis, Samuel M. Comer et Ray Moyer
  - Les Girls – William A. Horning, Gene Allen, Edwin B. Willis et Richard Pefferle
  - La Blonde ou la Rousse (Pal Joey) – Walter Holscher (en), William Kiernan et Louis Diage
  - L’Arbre de vie (Raintree County) – William A. Horning, Urie McCleary, Edwin B. Willis et Hugh Hunt
- 1959 : Gigi – William A. Horning, E. Preston Ames, Henry Grace et F. Keogh Gleason
  - Ma tante (Auntie Mame) – Malcolm Bert et George James Hopkins
  - L’Adorable Voisine (Bell, Book and Candle) – Cary Odell et Louis Diage
  - Un certain sourire (A Certain Smile) – Lyle Wheeler, John DeCuir, Walter M. Scott et Paul S. Fox
  - Sueurs froides (Vertigo) – Hal Pereira, Henry Bumstead, Samuel M. Comer et Frank McKelvy

### Années 1960
- 1960 :
  - Noir et blanc : Le Journal d’Anne Frank (The Diary of Anne Frank) – Lyle Wheeler, George Davis (directeur artistique), Walter M. Scott et Stuart A. Reiss
    - En lettres de feu (Career) – Hal Pereira, Walter Tyler, Samuel M. Comer et Arthur Krams
    - La Colère du juste (The Last Angry Man) – Carl Anderson et William Kiernan
    - Certains l’aiment chaud (Some Like It Hot) – Ted Haworth et Edward G. Boyle
    - Soudain l’été dernier (Suddenly, Last Summer) – Oliver Messel, William Kellner et Scot Slimon

  - Couleur : Ben-Hur – William A. Horning, Edward C. Carfagno et Hugh Hunt
    - Simon le pêcheur (The Big Fisherman) – John De Cuir et Julia Heron
    - Voyage au centre de la Terre (Journey to the Center of the Earth) – Lyle Wheeler, Franz Bachelin, Herman A. Blumenthal, Walter M. Scott et Joseph Kish
    - La Mort aux trousses (North by Northwest) – William A. Horning, Robert Boyle, Merrill Pye, Henry Grace et Frank McKelvy
    - Confidences sur l’oreiller (Pillow Talk) – Russell A. Gausman et Ruby R. Levitt
- 1961 :
  - Noir et blanc : La Garçonnière (The Apartment) – Alexandre Trauner et Edward G. Boyle
    - Voulez-vous pêcher avec moi ? (The Facts of Life) – Joseph McMillan Johnson, Kenneth A. Reid et Ross Dowd
    - Psychose (Psycho) – Joseph Hurley, Robert Clatworthy et George Milo
    - Amants et Fils (Sons and Lovers) – Tom Morahan et Lionel Couch
    - Mince de planète (Visit to a Small Planet) – Hal Pereira, Walter Tyler, Samuel M. Comer et Arthur Krams

  - Couleur : Spartacus – Alexander Golitzen, Eric Orbom, Russell A. Gausman et Julia Heron
    - La Ruée vers l’ouest (Cimarron) – George Davis (directeur artistique), Addison Hehr, Henry Grace, Hugh Hunt et Otto Siegel
    - C’est arrivé à Naples (It Started in Naples) – Hal Pereira, Roland Anderson, Samuel M. Comer et Arrigo Breschi
    - Pepe – Ted Haworth et William Kiernan
    - Sunrise at Campobello – Edward Carrere et George James Hopkins
- 1962 :
  - Noir et blanc : L’Arnaqueur (The Hustler) – Harry Horner et Gene Callahan
    - Monte là-d’ssus (The Absent-Minded Professor) – Carroll Clark, Emile Kuri et Hal Gausman
    - La Rumeur (The Children’s Hour) – Fernando Carrere et Edward G. Boyle
    - Jugement à Nuremberg (Judgment at Nuremberg) – Rudolf Sternad et George Milo
    - La dolce vita – Piero Gherardi

  - Couleur : West Side Story – Boris Leven et Victor A. Gangelin
    - Diamants sur canapé (Breakfast at Tiffany’s) – Hal Pereira, Roland Anderson, Samuel M. Comer et Ray Moyer
    - Le Cid (El Cid) – Veniero Colasanti et John Moore
    - Au rythme des tambours fleuris (Flower Drum Song) – Alexander Golitzen, Joseph Wright et Howard Bristol
    - Été et Fumées (Summer and Smoke) – Hal Pereira, Walter Tyler, Samuel M. Comer et Arthur Krams
- 1963 :
  - Noir et blanc : Du silence et des ombres (To Kill a Mockingbird) – Alexander Golitzen, Henry Bumstead et Oliver Emert
    - Le Jour du vin et des roses (Days of Wine and Roses) – Joseph Wright et George James Hopkins
    - Le Jour le plus long (The Longest Day) – Ted Haworth, Léon Barsacq, Vincent Korda et Gabriel Bechir
    - L’École des jeunes mariés (Period of Adjustment) – George Davis (directeur artistique), Edward C. Carfagno, Henry Grace et Dick Pefferle
    - Le Pigeon qui sauva Rome (The Pigeon That Took Rome) – Hal Pereira, Roland Anderson, Samuel M. Comer et Frank R. McKelvy

  - Couleur : Lawrence d’Arabie (Lawrence of Arabia) – John Box, John Stoll et Dario Simoni
    - The Music Man – Paul Groesse et George James Hopkins
    - Les Révoltés du Bounty (Mutiny on the Bounty) – George Davis (directeur artistique), J. McMillan Johnson, Henry Grace et Hugh Hunt
    - Un soupçon de vison (That Touch of Mink) – Alexander Golitzen, Robert Clatworthy et George Milo
    - Les Amours enchantées (The Wonderful World of the Brothers Grimm) – George Davis (directeur artistique), Edward C. Carfagno, Henry Grace et Dick Pefferle
- 1964 :
  - Noir et blanc : America, America – Gene Callahan
    - Huit et demi (Otto e mezzo) – Piero Gherardi
    - Le Plus Sauvage d’entre tous (Hud) – Hal Pereira, Tambi Larsen, Samuel M. Comer et Robert R. Benton
    - Une certaine rencontre (Love With the Proper Stranger) – Hal Pereira, Roland Anderson, Samuel M. Comer et Grace Gregory
    - Le Motel du crime (Twilight of Honor) – George Davis (directeur artistique), Paul Groesse, Henry Grace et Hugh Hunt

  - Couleur : Cléopâtre (Cleopatra) – John DeCuir, Jack Martin Smith, Hilyard Brown, Herman Blumenthal, Elven Webb, Maurice Pelling, Boris Juraga, Walter M. Scott, Paul S. Fox et Ray Moyer
    - Le Cardinal (The Cardinal) – Lyle Wheeler et Gene Callahan
    - T’es plus dans la course, papa ! (Come Blow Your Horn) – Hal Pereira, Roland Anderson, Samuel M. Comer et James Payne
    - La Conquête de l’Ouest (How the West Was Won) – George Davis (directeur artistique), William Ferrari, Addison Hehr, Henry Grace, Don Greenwood Jr. et Jack Mills
    - Tom Jones – Ralph Brinton, Ted Marshall, Jocelyn Herbert et Josie MacAvin
- 1965 :
  - Noir et blanc : Zorba le Grec (Αλέξης Ζορμπάς) – Vassílis Fotópoulos
    - Les Jeux de l’amour et de la guerre (The Americanization of Emily) – George Davis (directeur artistique), Hans Peters, Elliot Scott, Henry Grace et Robert R. Benton
    - Chut… chut, chère Charlotte (Hush… Hush, Sweet Charlotte) – William Glasgow et Raphael Bretton
    - La Nuit de l’iguane (The Night of the Iguana) – Stephen Grimes
    - Sept jours en mai (Seven Days in May) – Cary Odell et Edward G. Boyle

  - Couleur : My Fair Lady – Gene Allen, Cecil Beaton et George James Hopkins
    - Becket – John Bryan, Maurice Carter, Patrick McLoyghlin et Robert Cartwright
    - Mary Poppins – Carroll Clark, William H. Tuntke, Emile Kuri et Hal Gausman
    - La Reine du Colorado (The Unsinkable Molly Brown) – George Davis (directeur artistique), E. Preston Ames, Henry Grace et Hugh Hunt
    - Madame Croque-maris (What a Way to Go!) – Jack Martin Smith, Ted Haworth, Walter M. Scott et Stuart A. Reiss
- 1966 :
  - Noir et blanc : La Nef des fous (Ship of Fools) – Robert Clatworthy et Joseph Kish
    - Un caïd (King Rat) – Robert Emmet Smith et Frank Tuttle
    - Un coin de ciel bleu (A Patch of Blue) – George Davis (directeur artistique), Urie McCleary, Henry Grace et Charles S. Thompson
    - Trente minutes de sursis (The Slender Thread) – Hal Pereira, Jack Poplin, Robert Benton et Joseph Kish
    - L’Espion qui venait du froid (The Spy Who Came in from the Cold) – Hal Pereira, Tambi Larsen, Edward Marshall et Josie MacAvin

  - Couleur : Le Docteur Jivago (Doctor Zhivago) – John Box, Terence Marsh et Dario Simoni
    - L’Extase et l’Agonie (The Agony and the Ecstasy) – John DeCuir, Jack Martin Smith et Dario Simoni
    - La Plus Grande Histoire jamais contée (The Greatest Story Ever Told) – Richard Day, William Creber, David S. Hall, Ray Moyer, Fred MacLean et Norman Rockett
    - Daisy Clover (Inside Daisy Clover) – Robert Clatworthy et George James Hopkins
    - La Mélodie du bonheur (The Sound of Music) – Boris Leven, Walter M. Scott et Ruby Levitt
- 1967 :
  - Noir et blanc : Qui a peur de Virginia Woolf ? (Who’s Afraid of Virginia Woolf?) – Richard Sylbert et George James Hopkins
    - La Grande Combine (The Fortune Cookie) – Robert Luthardt et Edward G. Boyle
    - L'Évangile selon saint Matthieu (The Gospel According to St. Matthew) – Luigi Scaccianoce
    - Paris brûle-t-il ? – Willy Holt, Marc Frederix et Pierre Guffroy
    - Mister Buddwing – George Davis (directeur artistique), Paul Groesse, Henry Grace et Hugh Hunt

  - Couleur : Le Voyage fantastique (Fantastic Voyage) – Jack Martin Smith, Dale Hennesy, Walter M. Scott et Stuart A. Reiss
    - Un hold-up extraordinaire (Gambit) – Alexander Golitzen, George C. Webb, John McCarthy et John Austin
    - Juliette des esprits (Giulietta degli spiriti) – Piero Gherardi
    - La Statue en or massif (The Oscar) – Hal Pereira, Arthur Lonergan, Robert Benton et James Payne
    - La Canonnière du Yang-Tse (The Sand Pebbles) – Boris Leven, Walter M. Scott, John Sturtevant et William Kiernan
- 1968 : Camelot – John Truscott, Edward Carrere et John W. Brown
  - L'Extravagant Docteur Dolittle (Doctor Dolittle) – Mario Chiari, Jack Martin Smith, Ed Graves, Walter M. Scott et Stuart A. Reiss
  - Devine qui vient dîner ? (Guess Who’s Coming to Dinner) – Robert Clatworthy et Frank Tuttle
  - La Mégère apprivoisée (The Taming of the Shrew) – Renzo Mongiardino, John DeCuir, Elven Webb, Giuseppe Mariani, Dario Simoni et Luigi Gervasi
  - Millie (Thoroughly Modern Millie) – Alexander Golitzen, George C. Webb et Howard Bristol
- 1969 : Oliver ! – John Box, Terence Marsh, Vernon Dixon et Ken Muggleston
  - Les Souliers de saint Pierre (The Shoes of the Fisherman) – George Davis (directeur artistique) et Edward C. Carfagno
  - Star! – Boris Leven, Walter M. Scott et Howard Bristol
  - 2001, l'Odyssée de l’espace (2001: A Space Odyssey) – Tony Masters, Harry Lange et Ernie Archer
  - Guerre et Paix (Война и мир) – Mikhail Bogdanov, Gennady Myasnikov, Georgi Koshelev et Vladimir Uvarov

### Années 1970
- 1970 : Hello, Dolly! – John DeCuir, Jack Martin Smith, Herman Blumenthal, Walter M. Scott, George James Hopkins et Raphael Bretton
  - Anne des mille jours (Anne of the Thousand Days) – Maurice Carter, Lionel Couch et Patrick McLoughlin
  - Gaily, Gaily – Robert Boyle, George B. Chan, Edward G. Boyle et Carl Biddiscombe
  - Sweet Charity – Alexander Golitzen, George C. Webb et Jack D. Moore
  - On achève bien les chevaux (They Shoot Horses, Don’t They?) – Harry Horner et Frank McKelvy
- 1971 : Patton – Urie McCleary, Gil Parrondo, Antonio Mateos et Pierre-Louis Thévenet
  - Airport – Alexander Golitzen, E. Preston Ames, Jack D. Moore et Mickey S. Michaels
  - Traître sur commande (The Molly Maguires) – Tambi Larsen et Darrell Silvera
  - Scrooge – Terence Marsh, Bob Cartwright et Pamela Cornell
  - Tora ! Tora ! Tora ! (Tora! Tora! Tora!) – Jack Martin Smith, Yoshirō Muraki, Richard Day, Taizoh Kawashima, Walter M. Scott, Norman Rockett et Carl Biddiscombe
- 1972 : Nicolas et Alexandra (Nicholas and Alexandra) – John Box, Ernest Archer, Jack Maxsted, Gil Parrondo et Vernon Dixon
  - Le Mystère Andromède (The Andromeda Strain) – Boris Leven, William Tuntke et Ruby Levitt
  - L’Apprentie sorcière (Bedknobs and Broomsticks) – John B. Mansbridge, Peter Ellenshaw, Emile Kuri et Hal Gausman
  - Un violon sur le toit (Fiddler on the Roof) – Robert Boyle, Michael Stringer et Peter Lamont
  - Marie Stuart, Reine d'Écosse (Mary, Queen of Scots) – Terence Marsh, Robert Cartwright et Peter Howitt
- 1973 : Cabaret – Rolf Zehetbauer, Jurgen Kiebach et Herbert Strabel
  - Lady Sings the Blues – Carl Anderson et Reg Allen
  - L’Aventure du Poséidon (The Poseidon Adventure) – William Creber et Raphael Bretton
  - Voyages avec ma tante (Travels with My Aunt) – John Box, Gil Parrondo et Robert W. Laing
  - Les Griffes du lion (Young Winston) – Donald M. Ashton, Geoffrey Drake, John Graysmark, William Hutchinson et Peter James
- 1974 : L’Arnaque (The Sting) – Henry Bumstead et James Payne
  - François et le Chemin du soleil (Fratello sole, sorella luna) – Lorenzo Mongiardino, Gianni Quaranta et Carmelo Patrono
  - L’Exorciste (The Exorcist) – Bill Malley (en) et Jerry Wunderlich (en)
  - Tom Sawyer – Philip Jefferies et Robert de Vestel
  - Nos plus belles années (The Way We Were) – Stephen Grimes et William Kiernan
- 1975 : Le Parrain 2 (The Godfather : Part II) – Dean Tavoularis, Angelo Graham et George R. Nelson
  - Chinatown – Richard Sylbert, W. Stewart Campbell et Ruby Levitt
  - Tremblement de terre (Earthquake) – Alexander Golitzen, E. Preston Ames et Frank McKelvy
  - L’Île sur le toit du monde (Island at the Top of the World) – Peter Ellenshaw, John B. Mansbridge, Walter Tyler, Al Roelofs et Hal Gausman
  - La Tour infernale (The Towering Inferno) – William Creber, Ward Preston et Raphael Bretton
- 1976 : Barry Lyndon – Ken Adam, Roy Walker et Vernon Dixon
  - L’Odyssée du Hindenburg (The Hindenburg) – Edward C. Carfagno et Frank McKelvy
  - L’Homme qui voulut être roi (The Man Who Would Be King) – Alexandre Trauner, Tony Inglis et Peter James
  - Shampoo – Richard Sylbert, W. Stewart Campbell et George Gaines
  - The Sunshine Boys – Albert Brenner et Marvin March
- 1977 : Les Hommes du président (All the President’s Men) – George Jenkins et George Gaines
  - The Incredible Sarah – Elliot Scott et Norman Reynolds
  - Le Dernier Nabab (The Last Tycoon) – Gene Callahan, Jack Collis et Jerry Wunderlich (en)
  - L’Âge de Cristal (Logan’s Run) – Dale Hennesy et Robert de Vestel
  - Le Dernier des géants (The Shootist) – Robert F. Boyle et Arthur Jeph Parker
- 1978 : Star Wars épisode, IV : Un Nouvel Espoir (Star Wars) – John Barry, Norman Reynolds, Leslie Dilley et Roger Christian
  - Les Naufragés du 747 (Airport ’77) – George C. Webb et Mickey S. Michaels
  - Rencontres du troisième type (Close Encounters of the Third Kind) – Joe Alves, Dan Lomino et Phil Abramson
  - L’Espion qui m’aimait (The Spy Who Loved Me) – Ken Adam, Peter Lamont et Hugh Scaife
  - Le Tournant de la vie (The Turning Point) – Albert Brenner et Marvin March
- 1979 : Le ciel peut attendre (Heaven Can Wait) – Paul Sylbert, Edwin O'Donovan et George Gaines
  - Têtes vides cherchent coffres pleins (The Brink’s Job) – Dean Tavoularis, Angelo Graham, George R. Nelson et Bruce Kay
  - California Hôtel (California Suite) – Albert Brenner et Marvin March
  - Intérieurs (Interiors) – Mel Bourne et Daniel Robert (en)
  - The Wiz – Tony Walton, Philip Rosenberg, Edward Stewart et Robert Drumheller

### Années 1980
- 1980 : Que le spectacle commence (All That Jazz) – Philip Rosenberg, Tony Walton, Edward Stewart et Gary Brink
  - Alien : Le Huitième Passager (Alien) – Michael Seymour, Les Dilley, Roger Christian et Ian Whittaker
  - Apocalypse Now – Dean Tavoularis, Angelo Graham et George R. Nelson
  - Le Syndrome chinois (The China Syndrome) – George Jenkins et Arthur Jeph Parker
  - Star Trek, le film (Star Trek: The Motion Picture) – Harold Michelson, Joe Jennings, Leon Harris, John Vallone et Linda DeScenna
- 1981 : Tess – Pierre Guffroy et Jack Stephens
  - Nashville Lady (Coal Miner’s Daughter) – John W. Corso et John M. Dwyer (en)
  - Elephant Man (The Elephant Man) – Stuart Craig, Robert Cartwright et Hugh Scaife
  - Star Wars, épisode V : L'Empire contre-attaque (The Empire Strikes Back) – Norman Reynolds, Leslie Dilley, Harry Lange, Alan Tomkins et Michael D. Ford
  - Kagemusha, l'ombre du guerrier (影武者) – Yoshirō Muraki
- 1982 : Les Aventuriers de l'arche perdue (Raiders of the Lost Ark) – Norman Reynolds, Leslie Dilley et Michael Ford (décors)
  - La Maîtresse du lieutenant français (The French Lieutenant’s Woman) – Assheton Gorton et Ann Mollo
  - La Porte du paradis (Heaven's Gate) – Tambi Larsen et James L. Berkey
  - Ragtime – John Graysmark, Patrizia von Brandenstein, Tony Reading, George DeTitta Sr., George DeTitta Jr. et Peter Howitt
  - Reds – Richard Sylbert et Michael Seirton
- 1983 : Gandhi – Stuart Craig, Bob Laing et Michael Seirton (décors)
  - Annie – Dale Hennesy (à titre posthume) et Marvin March
  - Blade Runner – Lawrence G. Paull, David L. Snyder et Linda DeScenna
  - La traviata – Franco Zeffirelli et Gianni Quaranta
  - Victor Victoria – Rodger Maus, Tim Hutchinson, William Craig Smith et Harry Cordwell
- 1984 : Fanny et Alexandre – (Fanny och Alexander) – Anna Asp et Susanne Lingheim (décors)
  - Star Wars, épisode VI : Le Retour du Jedi (Return of the Jedi) – Norman Reynolds, Fred Hole, James L. Schoppe et Michael D. Ford
  - L'Étoffe des héros (The Right Stuff) – Geoffrey Kirkland, Richard Lawrence, W. Stewart Campbell, Peter R. Romero, Jim Poynter et George R. Nelson
  - Tendres Passions (Terms of Endearment) – Polly Platt, Harold Michelson, Tom Pedigo et Anthony Mondell
  - Yentl – Roy Walker, Leslie Tomkins et Tessa Davies
- 1985 : Amadeus – Patrizia von Brandenstein et Karel Černý (décors)
  - Cotton Club (The Cotton Club) – Richard Sylbert et George Gaines
  - Le Meilleur (The Natural) – Mel Bourne, Angelo P. Graham et Bruce Weintraub
  - La Route des Indes (A Passage to India) – John Box et Hugh Scaife
  - 2010 : L'Année du premier contact (2010) – Albert Brenner et Rick Simpson
- 1986 : Out of Africa – Stephen Grimes, Josie MacAvin (décors)
  - Brazil – Norman Garwood et Maggie Gray
  - La Couleur pourpre (The Color Purple) – J. Michael Riva, Bo Welch et Linda DeScenna
  - Ran – Yoshirō Muraki et Shinobu Muraki
  - Witness – Stan Jolley et John H. Anderson
- 1987 : Chambre avec vue (A Room With a View) – Gianni Quaranta, Brian Ackland-Snow, Brian Savegar et Elio Altamura (décors)
  - Aliens, le retour (Aliens) – Peter Lamont et Crispian Sallis
  - La Couleur de l’argent (The Color of Money) – Boris Leven (à titre posthume) et Karen O’Hara
  - Hannah et ses sœurs (Hannah and Her Sisters) – Stuart Wurtzel et Carol Joffe
  - Mission (The Mission) – Stuart Craig et Jack Stephens
- 1988 : Le Dernier Empereur (The Last Emperor) – Ferdinando Scarfiotti, Bruno Cesari et Osvaldo Desideri (décors)
  - Empire du soleil (Empire of the Sun) – Norman Reynolds et Harry Cordwell
  - Hope and Glory – Anthony Pratt et Joanne Woollard
  - Radio Days – Santo Loquasto, Carol Joffe, Leslie Bloom et George DeTitta Jr.
  - Les Incorruptibles (The Untouchables) – Patrizia von Brandenstein, William A. Elliott et Hal Gausman
- 1989 : Les Liaisons dangereuses (Dangerous Liaisons) – Stuart Craig et Gérard James (décors)
  - Au fil de la vie (Beaches) – Albert Brenner et Garrett Lewis
  - Rain Man – Ida Random (en) et Linda DeScenna
  - Tucker (Tucker: The Man and His Dream) – Dean Tavoularis et Armin Ganz
  - Qui veut la peau de Roger Rabbit (Who Framed Roger Rabbit) – Elliot Scott et Peter Howitt

### Années 1990
- 1990 : Batman – Anton Furst et Peter Young (décors)
  - Abyss (The Abyss) – Leslie Dilley (direction artistique), Anne Kuljian (décors)
  - Les Aventures du baron de Münchhausen (The Adventures of Baron Munchausen) – Dante Ferretti (direction artistique), Francesca Lo Schiavo (décors)
  - Miss Daisy et son chauffeur (Driving Miss Daisy) – Bruno Rubeo (direction artistique), Crispian Sallis (décors)
  - Glory – Norman Garwood (direction artistique), Garrett Lewis (décors)
- 1991 : Dick Tracy – Richard Sylbert (direction artistique), Rick Simpson (décors)
  - Cyrano de Bergerac – Ezio Frigerio (direction artistique), Jacques Rouxel (décors)
  - Danse avec les loups (Dances with Wolves) – Jeffrey Beecroft (direction artistique), Lisa Dean (décors)
  - Le Parrain 3 (The Godfather : Part III) – Dean Tavoularis (direction artistique), Gary Fettis (décors)
  - Hamlet – Dante Ferretti (direction artistique), Francesca Lo Schiavo (décors)
- 1992 : Bugsy – Dennis Gassner (direction artistique), Nancy Haigh (décors)
  - Barton Fink – Dennis Gassner (direction artistique), Nancy Haigh (décors)
  - Le Roi Pêcheur (The Fisher King) – Mel Bourne (direction artistique), Cindy Carr (en) (décors)
  - Hook – Norman Garwood (direction artistique), Garrett Lewis (décors)
  - Le Prince des marées (The Prince of Tides) – Paul Sylbert (direction artistique), Caryl Heller (décors)
- 1993 : Retour à Howards End (Howards End) – Luciana Arrighi (direction artistique), Ian Whittaker (décors)
  - Dracula – Thomas E. Sanders (direction artistique), Garrett Lewis (décors)
  - Chaplin – Stuart Craig (direction artistique), Chris A. Butler (décors)
  - Toys – Ferdinando Scarfiotti (direction artistique), Linda DeScenna (décors)
  - Impitoyable (Unforgiven) – Henry Bumstead (direction artistique), Janice Blackie-Goodine (décors)
- 1994 : La Liste de Schindler (Schindler’s List) – Allan Starski (direction artistique), Ewa Braun (décors)
  - Les Valeurs de la famille Addams (Addams Family Values) – Ken Adam (direction artistique), Marvin March (décors)
  - Le Temps de l'innocence (The Age of Innocence) – Dante Ferretti (direction artistique), Robert J. Franco (décors)
  - Orlando – Ben Van Os, Jan Roelfs (direction artistique)
  - Les Vestiges du jour (The Remains of the Day) – Luciana Arrighi (direction artistique), Ian Whittaker (décors)
- 1995 :  La Folie du roi George (The Madness of King George) – Ken Adam (direction artistique), Carolyn Scott (décors)
  - Coups de feu sur Broadway (Bullets Over Broadway) – Santo Loquasto (direction artistique), Susan Bode (décors)
  - Forrest Gump – Rick Carter (direction artistique), Nancy Haigh (décors)
  - Entretien avec un vampire (Interview with the Vampire) – Dante Ferretti (direction artistique), Francesca Lo Schiavo (décors)
  - Légendes d'automne (Legends of the Fall) – Lilly Kilvert (en) (direction artistique), Dorree Cooper (décors)
- 1996 : Le Don du roi (Restoration) – Eugenio Zanetti (direction artistique)
  - Apollo 13 – Michael Corenblith (en) (direction artistique), Merideth Boswell (décors)
  - Babe, le cochon devenu berger (Babe) – Roger Ford (direction artistique), Kerrie Brown (décors)
  - La Petite Princesse (A Little Princess) – Bo Welch (direction artistique), Cheryl Carasik (décors)
  - Richard III – Tony Burrough (direction artistique)
- 1997 : Le Patient anglais (The English Patient) – Stuart Craig (direction artistique), Stephenie McMillan (décors)
  - Birdcage (The Birdcage) – Bo Welch (direction artistique), Cheryl Carasik (décors)
  - Evita – Brian Morris (direction artistique), Philippe Turlure (décors)
  - Hamlet – Tim Harvey (direction artistique)
  - Roméo + Juliette (William Shakespeare's Romeo + Juliet) – Catherine Martin (direction artistique), Brigitte Broch (décors)
- 1998 : Titanic – Peter Lamont (direction artistique), Michael D. Ford (décors)
  - Bienvenue à Gattaca (Gattaca) – Jan Roelfs (direction artistique), Nancy Nye (décors)
  - Kundun – Dante Ferretti (direction artistique), Francesca Lo Schiavo (décors)
  - L.A. Confidential – Jeannine Oppewall (direction artistique), Jay R. Hart (décors)
  - Men in Black – Bo Welch (direction artistique), Cheryl Carasik (décors)
- 1999 : Shakespeare in Love – Martin Childs (direction artistique), Jill Quertier (décors)
  - Elizabeth – John Myhre (direction artistique), Peter Howitt (décors)
  - Pleasantville – Jeannine Oppewall (direction artistique), Jay Hart (décors)
  - Il faut sauver le soldat Ryan (Saving Private Ryan) – Tom Sanders (direction artistique), Lisa Dean Kavanaugh (décors)
  - Au-delà de nos rêves (What Dreams May Come) – Eugenio Zanetti (direction artistique), Cindy Carr (en) (décors)

### Années 2000
- 2000 : Sleepy Hollow – Rick Heinrichs (direction artistique), Peter Young (décors)
  - Anna et le Roi (Anna and the King) – Luciana Arrighi (direction artistique), Ian Whittaker (décors)
  - L’Œuvre de Dieu, la part du Diable (The Cider House Rules) – David Gropman (direction artistique), Beth Rubino (décors)
  - Le Talentueux Mr Ripley (The Talented Mr. Ripley) – Roy Walker (direction artistique), Bruno Cesari (décors)
  - Topsy-Turvy – Eve Stewart (direction artistique), Eve Stewart, John Bush(décors)
- 2001 : Tigre et Dragon (臥虎藏龍) – Timmy Yip (direction artistique)
  - Le Grinch (How the Grinch Stole Christmas!) – Michael Corenblith (en) (direction artistique), Merideth Boswell (décors)
  - Gladiator – Arthur Max (direction artistique), Crispian Sallis (décors)
  - Quills, la plume et le sang (Quills) – Martin Childs (direction artistique), Jill Quertier (décors)
  - Vatel – Jean Rabasse (direction artistique), Françoise Benoît-Fresco (décors)
- 2002 : Moulin Rouge (Moulin Rouge!) – Catherine Martin (direction artistique), Brigitte Broch (décors)
  - Le Fabuleux Destin d’Amélie Poulain – Aline Bonetto (direction artistique), Marie-Laure Valla (décors)
  - Gosford Park – Stephen Altman (direction artistique), Anna Pinnock (décors)
  - Harry Potter à l’école des sorciers (Harry Potter and the Philosopher’s Stone) – Stuart Craig (direction artistique), Stephenie McMillan (décors)
  - Le Seigneur des anneaux : La Communauté de l’anneau (The Lord of the Rings: The Fellowship of the Ring) – Grant Major (direction artistique), Dan Hennah (décors)
- 2003 : Chicago – John Myhre (direction artistique), Gordon Sim (décors)
  - Frida – Felipe Fernández del Paso (direction artistique), Hannia Robledo (décors)
  - Gangs of New York – Dante Ferretti (direction artistique), Francesca LoSchiavo (décors)
  - Le Seigneur des anneaux : Les Deux Tours (The Two Towers) – Grant Major (direction artistique), Dan Hennah, Alan Lee (décors)
  - Les Sentiers de la perdition (Road to Perdition) – Dennis Gassner (direction artistique), Nancy Haigh (décors)
- 2004 : Le Seigneur des anneaux : Le Retour du roi (The Return of the King) – Grant Major (direction artistique), Dan Hennah et Alan Lee (décors)
  - La Jeune Fille à la perle (Girl with a Pearl Earring) – Ben Van Os (direction artistique), Cecile Heideman (décors)
  - Le Dernier Samouraï (The Last Samurai) – Lilly Kilvert (en) (direction artistique), Gretchen Rau (décors)
  - Master and Commander : De l’autre côté du monde (Master and Commander: The Far Side of the World) – William Sandell (direction artistique), Robert Gould (décors)
  - Pur Sang, la légende de Seabiscuit (Seabiscuit) – Jeannine Oppewall (direction artistique), Leslie Pope (décors)
- 2005 : Aviator (The Aviator) – Dante Ferretti (direction artistique), Francesca Lo Schiavo (décors)
  - Neverland (Finding Neverland) – Gemma Jackson (direction artistique), Trisha Edwards (décors)
  - Les Désastreuses Aventures des orphelins Baudelaire (A Series of Unfortunate Events) – Rick Heinrichs (direction artistique), Cheryl Carasik (décors)
  - Le Fantôme de l’Opéra (The Phantom of the Opera) – Anthony Pratt (direction artistique), Celia Bobak (décors)
  - Un long dimanche de fiançailles – Aline Bonetto (direction artistique)
- 2006 : Mémoires d'une geisha (Memoirs of a Geisha) – John Myhre (direction artistique), Gretchen Rau (décors)
  - Good Night and Good Luck – Jim Bissell (direction artistique), Jan Pascale (décors)
  - Harry Potter et la Coupe de feu (Harry Potter and the Goblet of Fire) – Stuart Craig (direction artistique), Stephenie McMillan (décors)
  - King Kong – Grant Major (direction artistique), Dan Hennah et Simon Bright (décors)
  - Orgueil et Préjugés (Pride & Prejudice) – Sarah Greenwood (direction artistique), Katie Spencer (décors)
- 2007 : Le Labyrinthe de Pan (El Laberinto del fauno) – Eugenio Caballero (direction artistique), Pilar Revuelta (décors)
  - Dreamgirls – John Myhre (direction artistique), Nancy Haigh (décors)
  - Raisons d’État (The Good Shepherd) – Jeannine Claudia Oppewall (direction artistique), Gretchen Rau, Leslie E. Rollins (décors)
  - Pirates des Caraïbes : Le Secret du coffre maudit (Dead Man’s Chest) – Rick Heinrichs (direction artistique), Cheryl Carasik (décors)
  - Le Prestige (The Prestige) – Nathan Crowley (direction artistique), Julie Ochipinti (décors)
- 2008 : Sweeney Todd : Le Diabolique Barbier de Fleet Street (Sweeney Todd: The Demon Barber of Fleet Street) – Dante Ferretti (direction artistique), Francesca Lo Schiavo (décors)
  - American Gangster – Arthur Max (direction artistique), Beth A. Rubino (décors)
  - Reviens-moi (Atonement) – Sarah Greenwood (direction artistique), Katie Spencer (décors)
  - À la croisée des mondes : La Boussole d’or (His Dark Materials: The Golden Compass) – Dennis Gassner (direction artistique), Anna Pinnock (décors)
  - There Will Be Blood – Jack Fisk (direction artistique), Jim Erickson (décors)
- 2009 : L’Étrange Histoire de Benjamin Button (The Curious Case of Benjamin Button) – Donald Graham Burt (direction artistique), Victor J. Zolfo (décors)
  - L’Échange (Changeling) – James J. Murakami (direction artistique), Gary Fettis (décors)
  - The Dark Knight : Le Chevalier noir (The Dark Knight) – Nathan Crowley (direction artistique), Peter Lando (décors)
  - The Duchess – Michael Carlin (direction artistique), Rebecca Alleway (décors)
  - Les Noces rebelles (Revolutionary Road) – Kristi Zea (direction artistique), Debra Schutt (décors)

### Années 2010
- 2010 : Avatar – Rick Carter (direction artistique) et Robert Stromberg (décors)
  - L’Imaginarium du docteur Parnassus (The Imaginarium of Doctor Parnassus) – Dave Warren, Anastasia Masaro (direction artistique) et Caroline Smith (décors)
  - Nine – John Myhre (direction artistique) et Gordon Sim (décors)
  - Sherlock Holmes – Sarah Greenwood (direction artistique) et Katie Spencer (décors)
  - Victoria : Les Jeunes Années d'une reine (The Young Victoria) – Patrice Vermette (direction artistique) et Maggie Gray (décors)
- 2011 : Alice au pays des merveilles (Alice in Wonderland) – Robert Stromberg (direction artistique) et Karen O’Hara (décors)
  - Inception – Guy Hendrix Dyas (direction artistique), Larry Dias et Doug Mowat (décors)
  - Le Discours d’un roi (The King’s Speech) – Eve Stewart (direction artistique) et Judy Farr (décors)
  - Harry Potter et les Reliques de la Mort - 1re partie (Harry Potter and the Deathly Hallows Part 1) – Stuart Craig (direction artistique) et Stephenie McMillan (décors)
  - True Grit – Jess Gonchor (en) (direction artistique) et Nancy Haigh (décors)
- 2012 : Hugo Cabret (Hugo) – Dante Ferretti et Francesca Lo Schiavo
  - The Artist – Laurence Bennett et Robert Gould
  - Harry Potter et les Reliques de la Mort – 2e partie (Harry Potter and the Deathly Hallows) – Stuart Craig et Stephenie McMillan
  - Minuit à Paris (Midnight in Paris) – Anne Seibel et Hélène Dubreuil
  - Cheval de guerre (War Horse) – Rick Carter et Lee Sandales

En 2013, la catégorie de l'« Oscar pour la meilleure direction artistique » (Academy Award for Best Art Direction) est renommée « Oscar des meilleurs décors » (Academy Award for Best Production Design).
- 2013 : Lincoln – Rick Carter et Jim Erickson
  - Anna Karénine (Anna Karenina) – Sarah Greenwood et Katie Spencer
  - Le Hobbit : Un voyage inattendu (The Hobbit: An Unexpected Journey) – Dan Hennah, Ra Vincent et Simon Bright
  - Les Misérables – Eve Stewart et Anna Lynch-Robinson
  - L'Odyssée de Pi (Life of Pi) – David Gropman et Anna Pinnock
- 2014 : Gatsby le Magnifique (The Great Gatsby) – Catherine Martin et Beverley Dunn
  - American Bluff (American Hustle) – Judy Becker (en) et Heather Loeffler
  - Gravity – Andy Nicholson, Rosie Goodwin et Joanne Woollard
  - Her – K. K. Barrett et Gene Serdena
  - Twelve Years a Slave – Adam Stockhausen et Alice Baker
- 2015 : The Grand Budapest Hotel – Adam Stockhausen et Anna Pinnock
  - Imitation Game (The Imitation Game) – Maria Djurkovic et Tatiana Macdonald (de)
  - Interstellar – Nathan Crowley et Gary Fettis
  - Into the Woods – Dennis Gassner et Anna Pinnock
  - Mr. Turner – Suzie Davies et Charlotte Watts
- 2016 : Mad Max: Fury Road – Colin Gibson et Lisa Thompson
  - Danish Girl – Michael Standish et Eve Stewart
  - Le Pont des espions (Bridge of Spies) – Rena DeAngelo, Bernhard Henrich et Adam Stockhausen
  - The Revenant – Jack Fisk et Hamish Purdy
  - Seul sur Mars (The Martian) – Celia Bobak et Arthur Max
- 2017 : La La Land – Sandy Reynolds-Wasco et David Wasco
  - Premier Contact (Arrival) – Patrice Vermette et Paul Hotte
  - Les Animaux fantastiques (Fantastic Beasts and Where to Find Them) – Stuart Craig et Anna Pinnock
  - Ave, César ! (Hail, Caesar!) – Jess Gonchor (en) et Nancy Haigh
  - Passengers – Guy Hendrix Dyas et Gene Serdena (en)
- 2018 : La Forme de l'eau – Paul Denham Austerberry, Shane Vieau et Jeff Melvin
  - La Belle et la Bête – Sarah Greenwood et Katie Spencer
  - Blade Runner 2049 – Dennis Gassner et Alessandra Querzola
  - Les Heures sombres – Sarah Greenwood et Katie Spencer
  - Dunkerque – Nathan Crowley et Gary Fettis
- 2019 : Black Panther - Hannah Beachler et Jay Hart
  - La Favorite - Fiona Crombie et Alice Felton
  - First Man : Le Premier Homme sur la Lune - Nathan Crowley et Kathy Lucas
  - Le Retour de Mary Poppins - John Myhre et Gordon Smith
  - Roma - Eugenio Caballero et Barbara Enriquez

### Années 2020
- 2020 : Once Upon a Time in Hollywood – Barbara Ling et Nancy Haigh
  - The Irishman – Bob Shaw et Regina Graves
  - Jojo Rabbit – Ra Vincent et Nora Sopková
  - 1917 – Dennis Gassner et Lee Sandales
  - Parasite – Lee Ha-joon et Cho Won-woo
- 2021 : Mank - Donald Graham Burt et Jan Pascale
  - The Father - Peter Francis et Cathy Featherstone
  - Le Blues de Ma Rainey - Mark Ricker, Karen O'Hara et Diana Sroughton
  - La Mission - David Crank et Elizabeth Keenan
  - Tenet - Nathan Crowley et Kathy Lucas
- 2022 : Dune - Patrice Vermette et Zsuzsanna Sipos
  - Nightmare Alley - Tamara Deverell et Shane Vieau
  - The Power of the Dog - Grant Major et Amber Richards
  - Macbeth (The Tragedy of Macbeth) - Stefan Dechant et Nancy Haigh
  - West Side Story – Adam Stockhausen et Rena DeAngelo
- 2023 : À l'Ouest, rien de nouveau (Im Westen nichts Neues) – Christian M. Goldbeck, Ernestine Hipper
  - Babylon – Florencia Martin, Anthony Carlino
  - Elvis – Catherine Martin, Karen Murphy, Beverley Dunn
  - Avatar : La Voie de l'eau (Avatar: The Way of Water) – Dylan Cole, Ben Procter, Vanessa Cole
  - The Fabelmans – Rick Carter, Karen O'Hara
- 2024 : Pauvres Créatures (Poor Things) – James Price, Shona Heath et Zsuzsa Mihalek
  - Barbie – Sarah Greenwood et Katie Spencer
  - Killers of the Flower Moon – Jack Fisk et Adam Willis
  - Napoléon (Napoleon) – Arthur Max et Elli Griff
  - Oppenheimer – Ruth De Jong et Claire Kaufman

- 2025 : Wicked – Nathan Crowley et Lee Sandales
  - The Brutalist – Judy Becker et Patricia Cuccia
  - Conclave – Suzie Davies et Cynthia Sleiter
  - Dune, deuxième partie – Patrice Vermette et Shane Vieau
  - Nosferatu – Craig Lathrop et Beatrice Brentnerová